# Ларс Лагербек
Ларс Лагербек (швед. Lars Lagerbäck, нар. 16 липня 1948, Катрінегольм) — шведський футболіст, по завершенні ігрової кар'єри — футбольний тренер. З 2020 року працює технічним радником у штабі національної збірної Ісландії.

## Ігрова кар'єра
Народився 16 липня 1948 року в місті Катрінегольм. Вихованець футбольної школи нижчолігового клубу «Альбю».
У дорослому футболі дебютував 1960 року виступами за команду того ж клубу, в якій провів дев'ять сезонів. 1969 року перейшов до клубу «Гімонес», також представника однієї з нижчих шведських футбольних ліг, за який відіграв 5 сезонів. Завершив професійну кар'єру футболіста виступами за цю команду у 1974 році.

## Кар'єра тренера
Розпочав тренерську кар'єру невдовзі по завершенні кар'єри гравця, 1977 року, очоливши тренерський штаб клубу «Кілафорс». Протягом 1980-х працював з командами четвертого дивізіону шведського футболу «Арбро» та «Гудіксвалльс».

### Збірна Швеції
1990 року отримав пропозицію працювати з молодіжною Швеції, очолював її тренерський штаб до 1995 року. Протягом 1996—1997 років працював з другою збірною Швеції, після чого у 1998 році отримав запрошення від головного тренера національної збірної Швеції Томмі Седерберга стати його асистентом у тренерському штабі головної шведської збірної. Згодом Лагербек отримав статус співтренера збірної і протягом 2000—2004 років збірну Швеції тренував тренерський тандем Седерберг-Лагербек. Під керівництвом цієї пари тренерів шведи досить успішно виступили на чемпіонаті світу 2002 року та чемпіонаті Європи 2004 року, в обох випадках подолавши груповий етап і завершивши боротьбу на етапах відповідно 1/8 та 1/4 фіналу.
2004 року Седеберг залишив штаб національної збірної, одноосібним керівником якого залишився Ларс Лагербек. Під його керівництвом шведська команда утретє поспіль подолала груповий етап великого міжнародного турніру — на чемпіонаті світу 2006 року програла господарям турніру, збірній Німеччини, вже на стадії плей-оф. За два роки Лагербек вивів збірну до фінальної частини чемпіонату Європи 2008 року, де, втім, подолати груповий етап скандинавам вже не вдалося. А до фінальної частини чемпіонату світу 2010 шведи не потрапили, не подолавши відбірковий турнір, після чого Лагербек пішов у відставку.

### Збірна Нігерії
На відміну від збірної Швеції Лагербек на мундіаль 2010 все ж потрапив, обійнявши на початку 2010 року посаду головного тренера збірної Нігерії. Попри те, що на чемпіонаті світу очолювані Лагербеком «супер-орли» виступили провально (лише одне очко на груповому етапі), йому було запропоновано продовжити працювати з нігерійцями, від чого він відмовився.

### Збірна Ісландії
Наприкінці 2011 року шведський тренер був представлений головним тренером національної збірної Ісландії. Під його керівництвом острів'яни сенсаційно посіли друге місце у своїй відбірковій групі в рамках кваліфікаційного раунду відбору до чемпіонату світу 2014. Таким чином збірна Ісландії вперше в своїй історії опинилася у кроці від участі у великому міжнародному турнірі, проте не змогла подолати стадію стикових матчів, де після нульової нічиєї вдома все ж поступилася на чужому полі збірній Хорватії. Невдовзі після цього успіху контракт Лагербека з Футбольною асоціацією Ісландії було подовжено до 2016 року.

### Збірна Норвегії
1 лютого 2017 року Ларс Лагербек очолив збірну Норвегії. Контракт початково було підписано до 2019 року.